# Honeydripper
Honeydripper (br: Honeydripper - Do Blues ao Rock) é um drama musical norte-americano escrito e dirigido por John Sayles. 
Estreou em 10 de setembro de 2007 no Festival Internacional do Filme de Toronto.[carece de fontes?]

## Elenco
- Danny Glover como Tyrone "Pine Top" Purvis
- Lisa Gay Hamilton como Delilah
- Yaya DaCosta como China Doll
- Charles S. Dutton como Maceo
- Vondie Curtis Hall como Slick
- Gary Clark, Jr. como Sonny Blake
- Mable John como Bertha Mae
- Stacy Keach como Sheriff Pugh
- Nagee Clay como Scratch
- Absalom Adams como Lonnie
- Arthur Lee Williams como Metalmouth Sims
- Ruben Santiago-Hudson como Stokely
- Davenia McFadden como Nadine
- Daryl Edwards Shack como Thomas
- Sean Patrick Thomas como Dex
- Keb' Mo' como Possum
- Kel Mitchell como Junebug
- Mary Steenburgen como Amanda Winship